# Sekstant

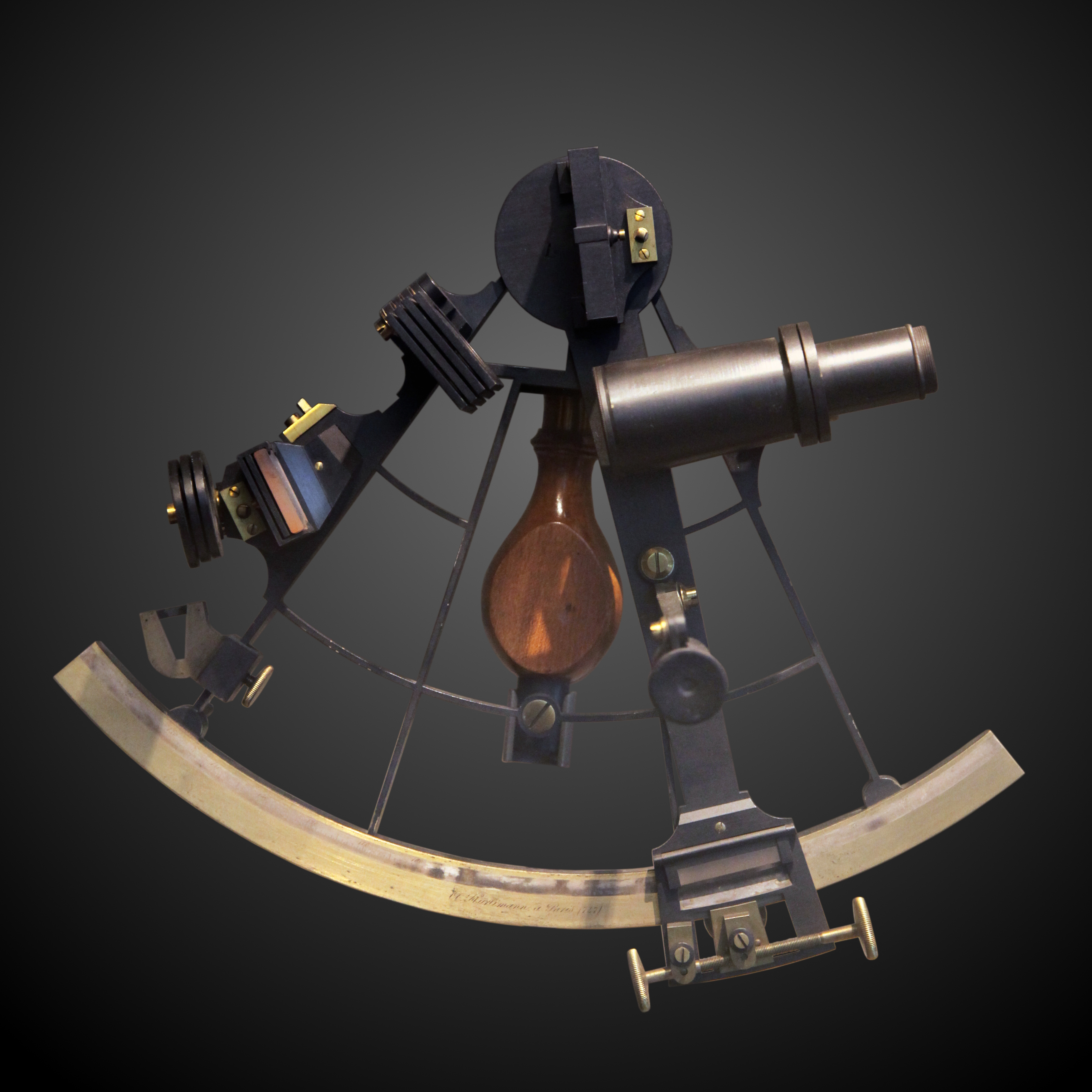
Sekstant z XIX w.

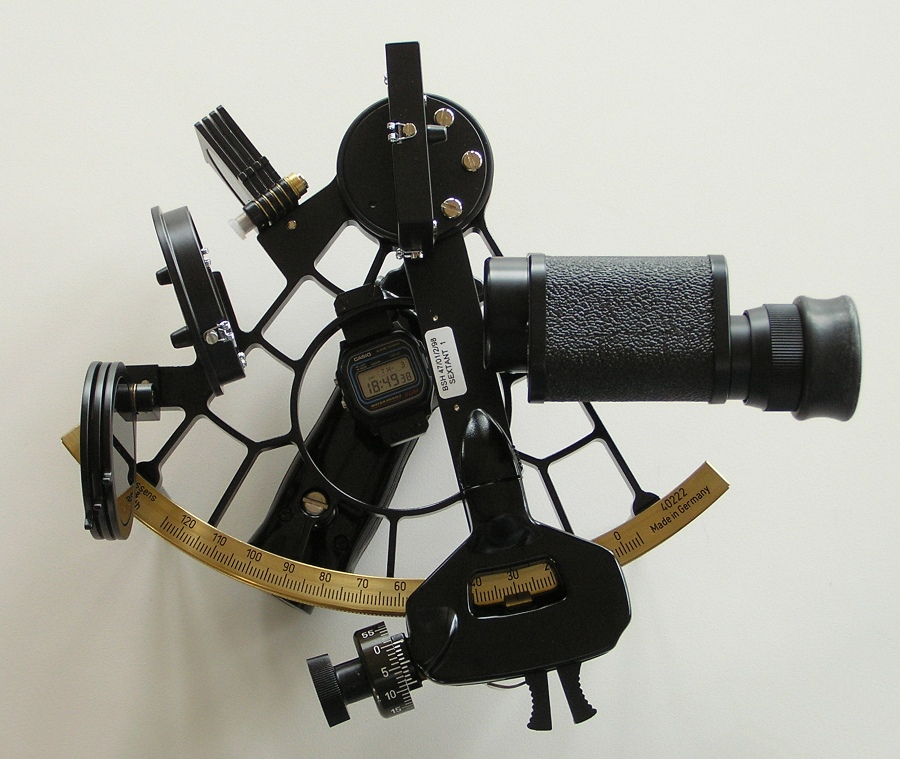
Współczesny sekstant bębnowy wykorzystujący w przeciwieństwie do starszych modeli śrubę mikrometryczną zamiast noniusza

Sekstant (także: sekstans łac. sextans – szósta część)  – kątomierz lusterkowy, optyczny przyrząd nawigacyjny, stosowany w żeglarstwie i astronomii, służący do mierzenia wysokości ciał niebieskich nad horyzontem, a także kątów poziomych i pionowych pomiędzy obiektami widocznymi na Ziemi, w celu określenia linii pozycyjnych.
Nazwa pochodzi od łacińskiego słowa sexta, co znaczy szóstą część, ponieważ kątomierz (limbus) – podstawowa część przyrządu – stanowi wycinek jednej szóstej koła.

## Zastosowanie
Najczęstszym zastosowaniem sekstantu jest określenie astronomicznej pozycji obserwowanej na podstawie pomiaru wysokości Słońca z kulminacji – tj. o godzinie 12 w południe czasu słonecznego, astronomicznej linii pozycyjnej na podstawie pomiaru wysokości Słońca i czasu (UTC), pomiaru lub określenie pozycji na podstawie pomiarów wysokości gwiazd rano i wieczorem – np. określenie szerokości geograficznej z pomiaru wysokości Gwiazdy Polarnej.
W nawigacji terrestrycznej za pomocą sekstantu mierzy się kąt pionowy lub kąty poziome służy to do określenia odległości od mierzonego obiektu, stosując przybliżony wzór:
{\displaystyle d={\frac {13}{7}}\times {\frac {h}{\alpha }}}
lub
{\displaystyle d=1{,}8566\times {\frac {h}{\alpha }},}
gdzie:
{\displaystyle d} – przybliżona odległość w milach morskich
{\displaystyle h} – wysokość mierzonego obiektu lub odległość między dwoma pionowymi obiektami odczytana z mapy (pomiar kąta poziomego), w metrach,
{\displaystyle \alpha } – kąt, zmierzony sekstantem w minutach, pod jakim widać obiekt.

## Dokonywanie pomiaru

Sposób dokonania pomiaru sekstantem

Pomiar za pomocą sekstantu polega na wycelowaniu lunetki na horyzont i obracaniu ruchomym ramieniem (alidadą) do momentu, kiedy obraz obserwowanego ciała, odbity w dwu zwierciadłach (ruchomym i nieruchomym podzielonym na połowy: przezroczystą i odbijającą), pokryje się z horyzontem widzianym przez przezroczystą część zwierciadła. Kąt odczytuje się na skali wygrawerowanej na limbusie przy pomocy noniusza lub śruby mikrometrycznej. Rzeczywista wysokość jest dwukrotnie większa od kąta przesunięcia alidady, dlatego – aby uniknąć konieczności mnożenia wyniku przez dwa – podziałka jest dwukrotnie zagęszczona. Tym samym zakres pomiarowy sekstantu wynosi 2 × 1/6 kąta pełnego, czyli 120°.
Pomiarów dokonuje się z dokładnością do 0,1 minuty kątowej. W astronawigacji pozwalałoby to teoretycznie na oznaczenie położenia statku z dokładnością do 0,1 mili morskiej, czyli 185 metrów. W praktyce, ze względu na szereg czynników wpływających na dokładność pomiaru, ostateczna dokładność jest kilkanaście razy gorsza.

## Sekstant lotniczy
Mniej znaną odmianą sekstantu jest tzw. sekstant lotniczy. Jego budowa i zasada działania jest bardzo zbliżona do opisanego powyżej sekstantu morskiego, z tą różnicą, że poziomu odniesienia nie wyznacza w nim widoma linia horyzontu, lecz pęcherzyk powietrza w dołączonej do przyrządu libelli (skąd pochodzi jego angielska nazwa bubble sextant). Realizuje się to w różny sposób, np. nieruchome zwierciadło sekstantu w części centralnej posiada otwór, przez który można widzieć (podświetloną przy pomocy żarówki) libellę na tle obserwowanego obszaru nieba. Pomiar polega na zgraniu ze sobą obrazu ciała niebieskiego, którego wysokość mierzymy, z obrazem pęcherzyka libelli. W pewnym ograniczonym zakresie pochylanie instrumentu powoduje identyczne przesuwanie się obrazu mierzonej gwiazdy, jak i pęcherzyka, co ułatwia dokonanie pomiaru z pokładu kołyszącego się samolotu.

## Historia

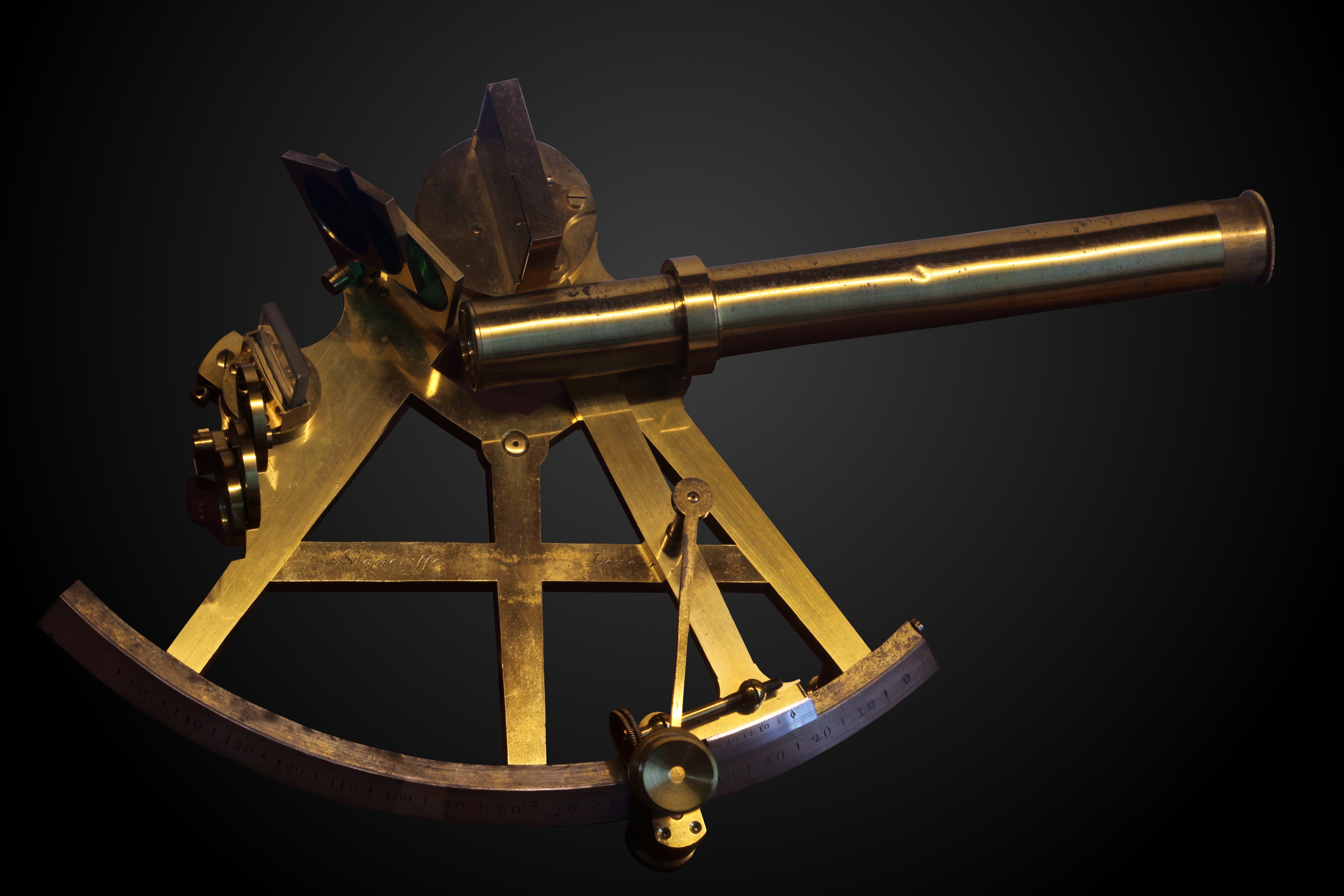
Sekstant z XVIII w.

Sekstant został wynaleziony w 1731 roku przez angielskiego matematyka i wynalazcę szeregu przyrządów optycznych (mylnie podaje się, że był astronomem) Johna Hadleya (1682–1744) i praktycznie do dzisiaj pozostał w tej samej postaci.
Obecnie sekstant jest już przyrządem pomocniczym, używanym sporadycznie. Długo utrzymywał się w nawigacji morskiej, szczególnie z dala od lądu, gdzie nie docierały sygnały radiolatarni i systemów radionawigacyjnych. Wyszedł z użycia od czasu upowszechnienia odbiorników GPS. Mimo wszystkich niedogodności, astronawigacja stanowi przedmiot wykładany na kierunkach nawigacyjnych uczelni morskich. Sekstant zachował znaczenie jako pomocniczy przyrząd nawigacyjny, uniezależniający od działania pokładowej instalacji elektrycznej oraz od systemów nawigacyjnych obsługiwanych przez człowieka (GPS, który może zostać wyłączony lub zakłócony). Przydatny ponadto w żegludze okołobiegunowej (strefy podbiegunowe), gdzie działanie systemów nawigacyjnych nie jest dokładne (brak lub niedostateczna liczba satelitów), oraz w żegludze przybrzeżnej do określenia odległości.